# Chloris mensensis
Chloris mensensis är en gräsart som först beskrevs av Georg August Schweinfurth, och fick sitt nu gällande namn av Georg Cufodontis. Chloris mensensis ingår i släktet kvastgrässläktet, och familjen gräs. Inga underarter finns listade i Catalogue of Life.